# 兴坪镇
兴坪镇，是中华人民共和国广西壮族自治区桂林市阳朔县下辖的一个乡镇级行政单位。

## 行政区划
兴坪镇下辖以下地区：
兴坪街社区、渔业社区、兴坪村、桥头铺村、西山村、古皮寨村、书家堡村、白山底村、思的村、大源村、西塘村、江村、画山村、大坪村、渔村和水洛村。

## 中国传统村落
2012年，渔村被评为首批“中国传统村落”。

## 交通
- 贵广客运专线：阳朔站